# Balistapus undulatus
Il pesce balestra striato di arancio (Balistapus undulatus (Park, 1797)) è un pesce marino della famiglia Balistidae, unico rappresentante del genere Balistapus.

## Distribuzione e habitat
Questa specie è diffusa nel Mar Rosso e nell'Indo-Pacifico, dalle coste africane alla Nuova Caledonia. Abita le barriere coralline, le lagune atollifere spingendosi fino a 50 metri di profondità.

## Descrizione
Balistapus undulatus presenta i caratteri somatici tipici dei Balistidi: un corpo romboidale, compresso ai fianchi, un becco tagliente, la doppia pinna dorsale, la prima delle quali è una spina erettile robusta e le pinne dorsale e anale simmetriche ed opposte. La pinna caudale è a delta. 

La livrea mostra colori molto vivaci e variegati: il fondo è verde brillante (o più scuro), con numerose linee arancioni e azzurre che decorano l'intero corpo. Alla radice del peduncolo caudale appare un grande ocello sfrangiato nero, orlato d'azzurro. La coda è giallo-verde, striata di giallo e azzurro, le altre pinne sono trasparenti con raggi giallo vivo. 

Come gli altri Balistidi è sprovvisto di pinna ventrale (o meglio, è presente, ma modificata e quasi inutilizzabile), ma riesce a raggiungere grandi velocità grazie al moto ondulatorio delle pinne simmetriche.

Differenti livree
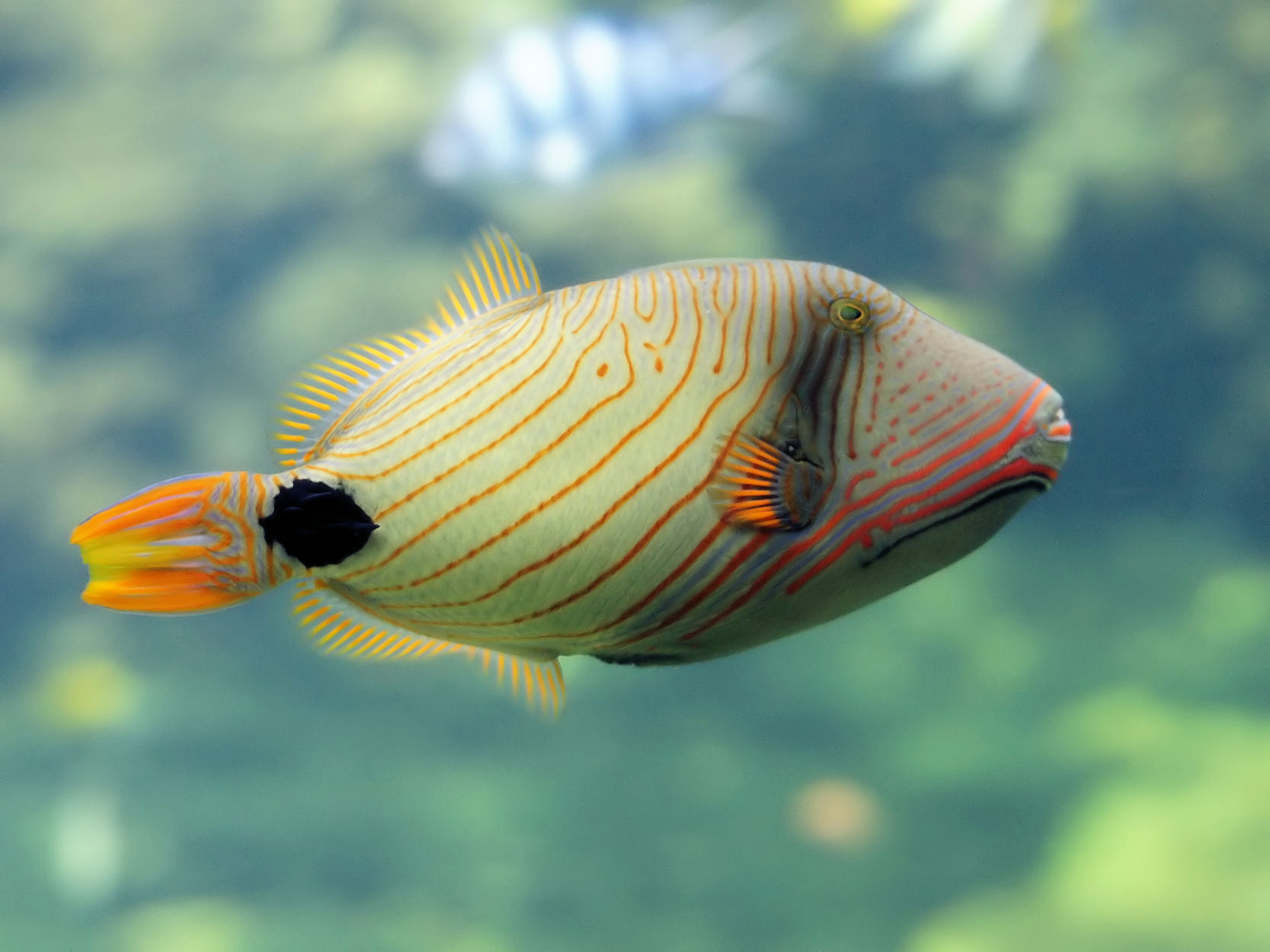
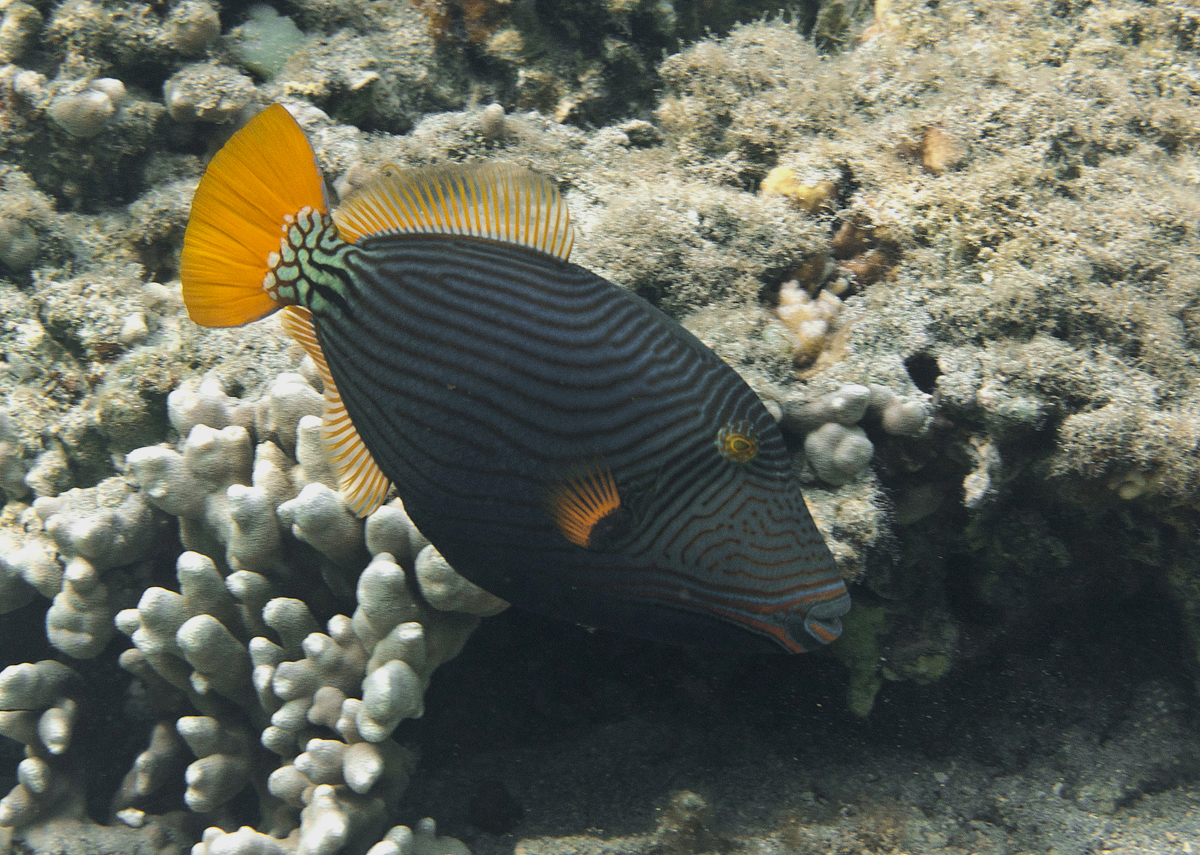
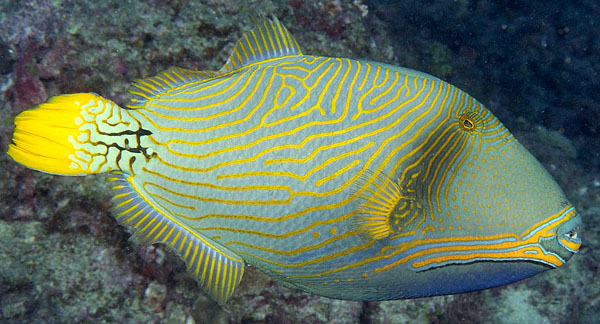

## Biologia

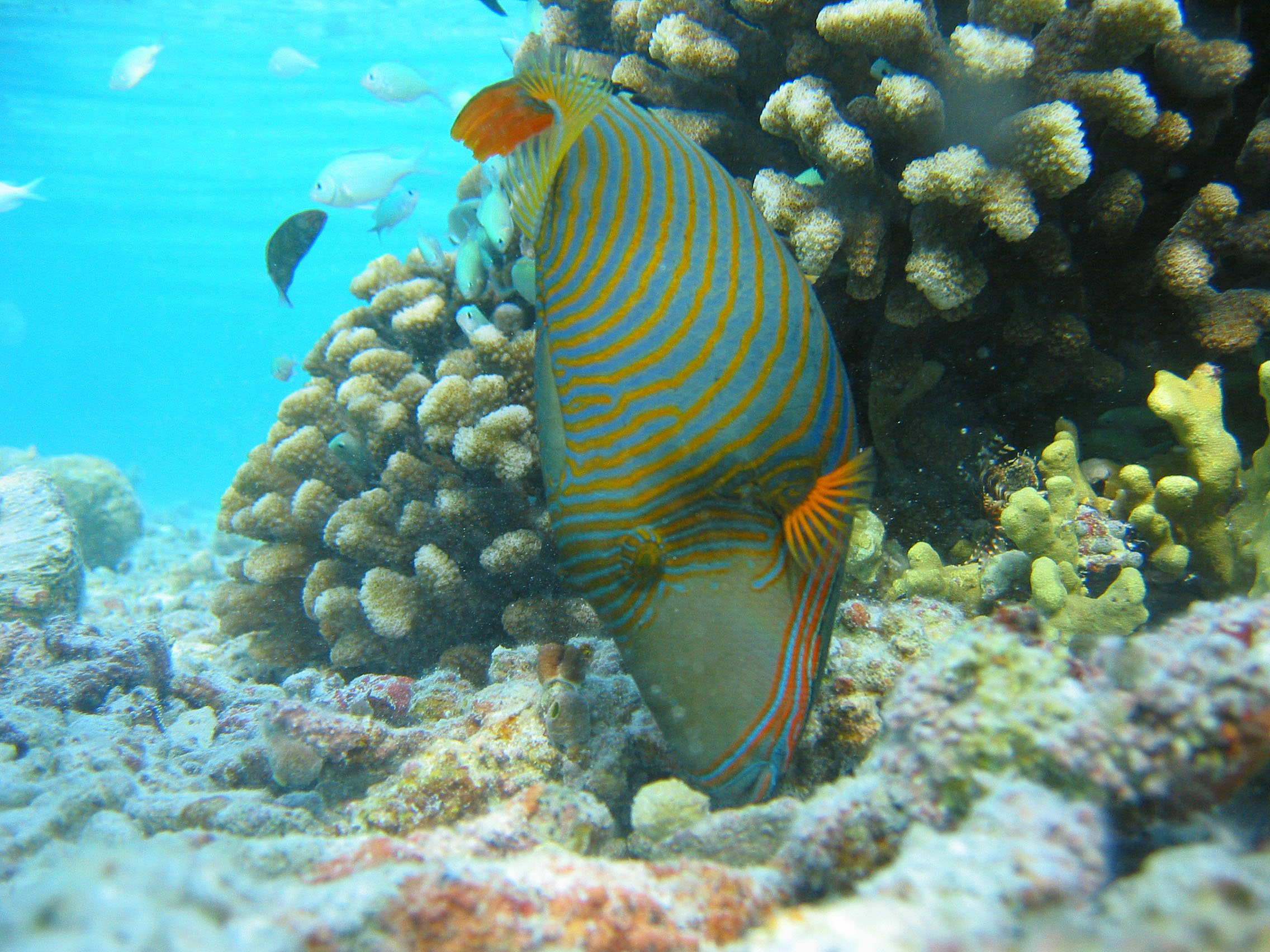
Balistapus undulatus mentre si nutre nella barriera corallina

### Etologia
Vive da solo o in piccoli branchi. Ha carattere fortemente territoriale.

### Alimentazione
Si nutre prevalentemente di invertebrati bentonici come molluschi bivalvi, mitili, ricci di mare, ma anche di coralli e vermi.

### Riproduzione
La deposizione avviene nella notte, le uova sono deposte in una cavità di una spugna o in una buca scavata nella sabbia.

### Predatori
È preda abituale di Cephalopholis argus e Caranx melampygus.

## Pesca
Nei luoghi d'origine è pescato per l'alimentazione umana.

## Acquariofilia
Come molti altri Balistidi è allevato e commercializzato per acquari marini pubblici e privati.